# Gaius Vibius Pansa Caetronianus
Gaius Vibius Pansa Caetronianus (? - 43 v.Chr.) was een Romeins politicus en generaal uit de 1e eeuw v.Chr.
Pansa was een loyale bondgenoot van Julius Caesar en had waarschijnlijk daarom een succesvolle politieke carrière. Het is niet bekend of hij een commando had onder Caesar tijdens de Romeinse Burgeroorlog Pansa was tribuun in 51 v.Chr., was gouverneur van Pontus en Bithynië in 47 en van Gallia Cisalpina in 45. 
In 43 v.Chr., het jaar na de moord op Caesar, werd hij gekozen tot consul, samen met Aulus Hirtius. Pansa koos de kant van de senaat in het conflict dat ontstond met Marcus Antonius. Samen met Hirtius en Octavianus trok hij ten strijde tegen Antonius, die op dat moment Decimus Brutus belegerde bij de stad Mutina. Pansa voerde een leger van rekruten aan en tijdens de Slag bij Forum Gallorum werd hij door Antonius in een hinderlaag gelokt, raakte zelf zwaargewond en moest met grote verliezen terugtrekken. Hirtius kwam hem te hulp en versloeg het leger van Antonius, dat slechts kon ontsnappen omdat de duisternis inzette. Zes dagen later volgde de Slag bij Mutina, waarbij Hirtius Antonius wederom versloeg, al kwam hij hierbij zelf om het leven. 
Twee dagen na deze slag stierf ook Pansa aan zijn verwondingen.

Hij kreeg samen met Hirtius een staatsbegrafenis in Rome.